# Eleições legislativas no Lesoto em 2007
As eleições para a Assembleia Nacional do Lesoto tiveram lugar no dia 17 de Fevereiro de 2007. Estas eleições estiveram inicialmente marcadas para Maio de 2007, e a antecipação da data causou insatisfação entre a oposição, a qual afirmou que o primeiro-ministro Pakalitha Mosisili só fizera isso para evitar as deserções no seu partido, o Congresso para a Democracia do Lesoto.
Estavam em disputa 80 assentos a que se juntam mais 40 alocados à representação proporcional. O escrutínio foi monitorizado pela sul-africana Southern African Development Community (SADC) e pelo norte-americano National Democratic Institute for International Affairs.
A comissão eleitoral anunciou os resultados das eleições no dia 20 de Fevereiro de 2007. Da análise dos dados ressalta que apesar de ter perdido 16 mandatos, o partido do primeiro-ministro conseguiu garantir a maioria absoluta no Parlamento.

## Resultados
| Partidos                                                                                | Assentos | Variação |
| --------------------------------------------------------------------------------------- | -------- | -------- |
| Congresso para a Democracia do Lesoto (LCD)                                             | 61       | - 16     |
| Partido Nacional Independente (NIP)                                                     | 21       | + 16     |
| Convenção All Basotho (ABC)                                                             | 17       | + 17     |
| Partido dos Trabalhadores do Lesoto (LWP)                                               | 10       | + 9      |
| Aliança dos Partidos do Congresso (ACP), inclui o Partido do Congresso Basutoland (BCP) | 3        | - 8      |
| Partido Nacional do Basotho (BNP)                                                       | 3        | - 18     |
| Partido Nacional Democrata do Basotho (BDNP)                                            | 1        | + 1      |
| Partido Democrata do Basotho Batho (BBDP)                                               | 1        | +1       |
| Frente Popular para a Democracia (PFD)                                                  | 1        | 0        |
| Partido da Liberdade de Marematlou (MFP)                                                | 1        | 0        |
| Makhaleng (voto do eleitorado adiado devido à morte de candidato do ACP)                | 1        |          |
| Total                                                                                   | 120      |          |